# Donnie G: Don Gorilla
Donnie G: Don Gorilla è il quinto album in studio del rapper statunitense Sheek Louch, pubblicato nel 2010.

## Tracce
1. Rhyme Animal (Intro) – 1:28
2. Get It Poppin' – 3:04
3. Club Jam Packed – 3:34
4. Out of the Ghetto (featuring Kobe) – 3:26
5. Make Some Noise (featuring Fabolous) – 4:05
6. Blood & Tears (featuring Casely) – 3:48
7. Nite Falls – 2:57
8. Party After 2 (featuring Jeremih) – 4:09
9. Ol' Skool (featuring Bun B) – 3:42
10. Picture Phone Foreplay (featuring Kevin Cossom) – 3:38
11. Dinner Guest (performed by The LOX) – 4:51
12. Ready 4 War – 3:22